# Économie de la Bretagne
L'économie de la Bretagne se caractérise par une agriculture intensive extrêmement productive, une filière d'élevage très compétitive (particulièrement de porc), et doit également une partie son activité au tourisme.

## Historique

### Liens commerciaux auXVesiècle
D'une façon générale la Bretagne occupait une position géographique centrale entre l'Espagne, l'Angleterre et la Hollande. Les Bretons transportaient le vin de Bordeaux, le sel de Guérande et de Bourgneuf. La Bretagne exportait du beurre, du suif, des viandes salées, des porcs vivants, du poisson sec ou salé dans des barils et des produits manufacturés comme les toiles. En 1483, il y a 344 navires bretons dans le port d'Arnemuiden en Zélande. Au XVe siècle, la Bretagne était riche.

### La guerre de succession
Le duché de Bretagne s'enrichit pendant la guerre de Cent Ans mais finit par sombrer dans une guerre de succession qui marque le début de la fin de la prospérité bretonne. Après l'union du duché de Bretagne au royaume de France en 1488, les Anglais attaquent les ports et les villes bretonnes. En 1522 Morlaix est pillé.

### Les conséquences de l'intégration avec la France
Les riches mécènes et les artistes renommés, après le mariage d'Anne de Bretagne, déserteront la cour ducale de Bretagne.
Le traité d'union de 1532 rattache le duché de Bretagne à la France. Cette période, du milieu du XVe siècle au milieu du XVIIe siècle, sera la plus prospère de l'histoire du duché.

### Le développement portuaire
Le XVIIe siècle voit la création ou la rénovation des principaux ports bretons : le port de Lorient est fondé par Colbert en 1660. Il sera le siège de la Compagnie française des Indes orientales. Le port de Brest se voit doter d’un arsenal par Richelieu, à partir de 1683. Le port de Saint-Malo envoie ses pêcheurs jusqu’à Terre-Neuve.
Les Bretons fourniront un important contingent de colons à destination des Antilles et de l’Amérique du Nord.
Au XVIIIe siècle les ports bretons poursuivent leur développement notamment Nantes, qui prospère grâce au commerce triangulaire.

### Les conflits avec les Anglais puis les Britanniques
Les blocus, les attaques des ports et des vaisseaux bretons par la marine anglaise/britannique, et les réarmements des navires marchands bretons à des fins militaires ruinèrent le commerce breton mais firent la fortune des ports corsaires.
1200 Anglo-Hollandais débarquent au Conquet en 1588. Brest est attaqué en 1594. En 1693 et 1695, les Anglais attaquent Saint-Malo. En 1746, les Britanniques assiègent Lorient et pillent Quiberon. En 1758, ils attaquent de nouveau Saint-Malo, débarquent à Cancale, brûlent les villages aux alentours et 55 navires. Les Britanniques occupent Belle-Île-en-Mer de 1760 a 1763. En 1806, ils s'empareront même des Glénan. La plupart des îles bretonnes y compris Batz, Houat, Hoëdic sont occupées à un moment ou à un autre par les Britanniques qui en font des bases pour lancer des attaques sur les ports bretons et empêcher tout commerce en capturant ou coulant les navires qui passent à portée de canon. Probablement des milliers de bateaux marchands basés dans des ports bretons furent capturés ou détruits par les vaisseaux de sa majesté au cours de toutes ces guerres.
La monarchie française fait construire de nouveaux vaisseaux (la forêt centrale ou Argoat aurait été détruite pour construire la marine royale et impériale) et y recruter des marins pour la flotte et des colons pour les colonies. Si Colbert choisit d'établir un port à Lorient c'est que Le Havre est dans la Manche et trop menacé par les Britanniques bien qu'il aurait préféré Le Havre car les épices des Indes pouvaient remonter jusqu'à Paris par la Seine.

### Situation auXIXesiècle
La conserve et la boîte de fer-blanc furent inventées au début du XIXe siècle donnant à la Bretagne une nouvelle industrie et des produits à (faible) valeur ajoutée.

## Époque contemporaine
L'économie de la Bretagne est tournée vers l'agriculture et les industries agroalimentaires, le tourisme estival (principalement sur la côte), ainsi que des pôles technologiques de télécommunication (Rennes, Lannion).

### Sciences et technologies
La Bretagne possède trois grands pôles de compétitivité labellisés par l'État en 2005 :
- Le pôle Mer Bretagne Atlantique[3],
- Le pôle Images et Réseaux[4],
- Le pôle Valorial[5], sur les sciences du vivant et l'agroalimentaire.

### Agriculture
Très importante pour la vie économique de la Bretagne, l’agriculture est bien marquée dans la région en particulier dans les secteurs des productions laitières, porcines, de volaille (œuf et chair), maraîchère, tout ça avec 6 % de la totalité de la Surface Agricole Utilisée (SAU) de France.
Mais l’agriculture en Bretagne cache de nombreux problèmes : depuis les années 60, les fermes n’ont cessées de s’agrandir, tout comme les champs qui se sont affranchis pour une partie du bocage traditionnel qui les entourent ; même s’ils ont tendance à revenir à une agriculture respectueuse de l’environnement, ces années ont été le décollage de l’agriculture intensive et conventionnelle, cause de nombreux problèmes environnementaux et de santé publique. La pollution engendrée par toutes ces années est encore très présente dans les cours d’eau, dans les sols, affecte la faune et la flore et détruit l’image de la région. Malgré les efforts consentis ces dernières années pour une agriculture meilleure, il reste encore un grand bout de chemin à parcourir pour une agriculture écologique, juste, durable et de qualité.
Production agricole des principaux aliments fabriqués dans la région[réf. à confirmer]:
| Production    | Tonnes         | Part Bretagne / France |
| Porcins       | 1 240 000      | 58 %                   |
| Poulets       | 388 000        | 33 %                   |
| Œufs          | 5 940 M (nb)   | 43 %                   |
| Gros bovins   | 123 000        | 10 %                   |
| Veaux         | 35 000         | 20 %                   |
| Lait          | 5 400 L (en M) | 23 %                   |
| Lapins        | 10 000         | 22 %                   |
| Maïs fourrage | 4 200 000      | 24 %                   |
| Blé           | 2 000 000      | 6 %                    |
| Choux fleurs  | 216 000        | 83 %                   |
| Artichauts    | 37 000         | 79 %                   |

Chasse : la Bretagne recense 4 % des chasseurs français (55 009 chasseurs en 2006)

### Pêche
« Présents dans l'imaginaire collectif comme un peuple de marins, les Bretons ont en fait bien souvent ignoré la mer ». S'il existe des pêcheries d'estran en bois dès le Mésolithique en Europe, des barrages à poissons en pierres barrant en biez (parcs ou écluses à poissons) ou en bois (bouchots) sont attestés en Armorique dès le Néolithique. Bien que la Bretagne soit située au centre de trois régions maritimes d'importance (le golfe de Gascogne, la Mer Celtique et la Manche) et qu'elle ait une certaine vocation maritime du temps du peuple antique des Vénètes jusqu'aux Carolingiens, « aucun déterminisme géographique n'a jamais poussé les Bretons vers l'eau salée ». Pour la plus grande partie du Moyen Âge, la Bretagne armoricaine fait en effet son deuil de la mer matricielle qui fait systématiquement office de « dépotoir » de tous les monstres de l'hagiographie bretonne et perd ses traditions maritimes au profit de l'Argoat marqué par l'empaysannement médiéval qui s'impose jusqu'au XIVe siècle.
Il y existe une intense activité de pêche bretonne, non pas à partir du XIXe siècle comme il est couramment admis, mais au moins depuis le XVe siècle qui voit la mise en place d'un système halieutique structuré (capture, transformation et commerce) notamment pour la pêche à la sardine et la pêche à la morue (Terre-neuvas).
L'ostréiculture et la mytiliculture se développent au cours de la seconde moitié du XIXe siècle.
Le développement des conserveries et du chemin de fer à la fin du XIXe siècle permet à la filière bretonne d'accéder au marché national et de devenir la première région de pêche maritime de France.
« La pêche en mer — toutes les pêches sauf la Grande pêche — perdure pendant la Seconde Guerre mondiale sur le littoral atlantique. Les pêches côtières connaissent même un réel renouveau ».
Dans la seconde moitié du XXe siècle, à l'exception d'un armement malouin de grande pêche qui prend le large vers les eaux africaines, c'est à partir des ports du Sud Bretagne que se développe un effort de pêche en coopération avec les pays en développement africains d'abord, puis dans l'océan indien.
Au début du XXIe siècle, la Bretagne représente la première région de pêche de France, totalisant 51 % de la production nationale en volume et près du tiers des premières ventes (29 % en 2008) de la pêche française selon les chiffres de l'Ifremer. Une flotte de 1 448 bateaux embarquant près de 3 500 marins-pêcheur assure la moitié de la prise de poissons en France et les deux tiers de la production française de crustacés et de coquillages, ce qui représente un chiffre d'affaires de 317 millions d'euros en 2008. La région compte douze quartiers maritimes et treize halles à marée.
Après un épisode de surcapacité de pêche en 2000 et 2001, les autorités ont renforcé la politique générale de réduction de l'effort de pêche, ce qui se traduit par une diminution de la flotte de pêche bretonne et de l'emploi à la pêche, et suscite des inquiétudes au sein des collectivités bretonnes et des professionnels des filières pêche et aquaculture qui doivent de plus répondre aux défis de la concurrence et des impacts écologiques de leur secteur d'activité.
La diversité de la pêche bretonne reste importante en matière de taille des navires et des espèces halieutiques ciblées, de la dimension géographique et de la forme juridique des armements. Elle cherche à s'adapter aux nécessités de la pêche actuelle en misant sur « le dynamisme des armements, et l'énergie des hommes, qui sont le moteur d'une évolution permanente ».
| Port                                            | Nombre de navires | Nombre de marins | Nombre de mareyeurs | Pêche principale                 | Tonnage |
| Audierne                                        | 49                | 119              | 3                   | bar, lotte                       | 969     |
| Brest                                           | 152               | 290              | 4                   | lotte, maquereau                 | 1225    |
| Concarneau                                      | 155               | 650              | 18                  | lotte, cabillaud                 | 15 204  |
| Douarnenez                                      | 30                | 81               | 10                  | sardine, maquereau               | 3994    |
| La Turballe                                     | 84                | 300              | 8                   | anchois, maquereau               | 9625    |
| Le Croisic                                      | 41                | 120              | 1                   | langoustine, sole                | 2955    |
| Le Guilvinec                                    | 131               | 586              | 14                  | lotte, langoustine               | 19 154  |
| Lesconil                                        | 21                | 54               | 2                   | lotte, merlu                     | 492     |
| Loctudy                                         | 83                | 280              | 14                  | langoustine, lotte               | 8494    |
| Lorient                                         | 135               | 733              | 20                  | merlu, langoustine               | 27 349  |
| Quiberon                                        | 150               | 460              | 5                   | bar, sole                        | 1171    |
| Roscoff                                         | 116               | 300              | 6                   | lotte, raie                      | 2983    |
| Baie de Saint-Brieuc                            | 193               | 542              | 10                  | coquille Saint-Jacques, baudroie | 22 865  |
| Saint-Guénolé                                   | 92                | 326              | 11                  | langoustine, lotte               | 14 076  |
| Saint-Malo                                      | 65                | 537              | 8                   | coquille Saint-Jacques, seiche   | 1710    |
| (Source : Groupement Normapêche Bretagne, 2004) |                   |                  |                     |                                  |         |

### Filière algues
Avec ses 700 km de côtes, sa position et son climat océanique extrêmement doux, la Bretagne constitue le plus grand champ d'algues européen, où se côtoient 25 à 30 000 espèces de macroalgues. Elle abrite une des plus grandes biodiversités au monde avec plus de 700 espèces d’algues différentes recensées. La superficie des champs d'algues bretons a été évaluée à 2 000 km2, portant une biomasse de 10 millions de tonnes fraîches, soit 10 kg au m2, produisant 8,2 millions de tonnes fraîches, 1,5 million de tonnes sèches par an.
La Bretagne récolte près de 70 000 t/an de macroalgues fraîches (90 % de la production française), une infime partie (50 tonnes) étant produite en culture en mer. 70 % de la récolte des macroalgues française provient de l'archipel de Molène. En 2015, ce secteur d'activité génère 1 700 emplois, avec près de 80 entreprises de transformation et de commercialisation (groupe Roullier, Goëmar…), pour une valeur estimée à 424 M€ (plus de 50 % dans la cosmétique).
Les microalgues dont le marché est encore faible, ont un fort potentiel (santé, cosmétique, biocarburant, biobitume, écologie industrielle).